# 貢の銭 (ティツィアーノ)
『貢の銭』（みつぎのぜに、伊: La moneta del tributo, 独: Der Zinsgroschen, 英: The Tribute Money）は、イタリアの盛期ルネサンスのヴェネツィア派の巨匠ティツィアーノ・ヴェチェッリオが1516年に制作した絵画である。油彩。初期の代表作の1つで、主題は『新約聖書』の福音書で言及されている、パリサイ人がイエス・キリストを罠にかけようとした際にキリストが「カエサルのものはカエサルに」と述べた「貢の銭」のエピソードから取られている。発注者はフェラーラ公爵アルフォンソ1世・デステで、おそらく美術史上このシーンを描いた最も初期の作品であるとともに、アルフォンソ1世にとって個人的に重要な意味を持つ主題であったと考えられている。現在はドレスデンのアルテ・マイスター絵画館に所蔵されている。

## 主題
一般的に「貢の銭」と呼ばれるエピソードは『新約聖書』の中に2つあり、本作品は「マタイによる福音書」22章、「マルコによる福音書」12章、「ルカによる福音書」20章で言及されているエピソードに基づいている。あるとき、イエス・キリストがエルサレムの神殿で説教をしていると、パリサイ人がやって来て彼を罠にかけようとし、ローマに税金を納めるのは正しいことなのか、それとも否であるかと尋ねた。当時のイスラエルはローマ人によって統治されていた（ユダヤ属州）。パリサイ人の狙いは、この問いによってローマ当局か、あるいは逆にローマ人に対して納税することに憤慨しているユダヤ人から告発されるような答えを、キリストの口から引き出すことにあった。この悪意に対するキリストの答えは次のようなものであった。すなわち彼らを「偽善者」と呼び、持っている貨幣を見せるように言ったのである。すると彼らは1枚のデナリウス銀貨を出した。さらにキリストは銀貨に刻まれている肖像が誰であるか尋ねた。彼らは「カエサルです」と言った。そこでキリストは「カエサルのものはカエサルに、神のものは神に返しなさい」と答えた。それを聞いたパリサイ人はみな驚いて黙り込み、あるいは立ち去った。

## 制作背景

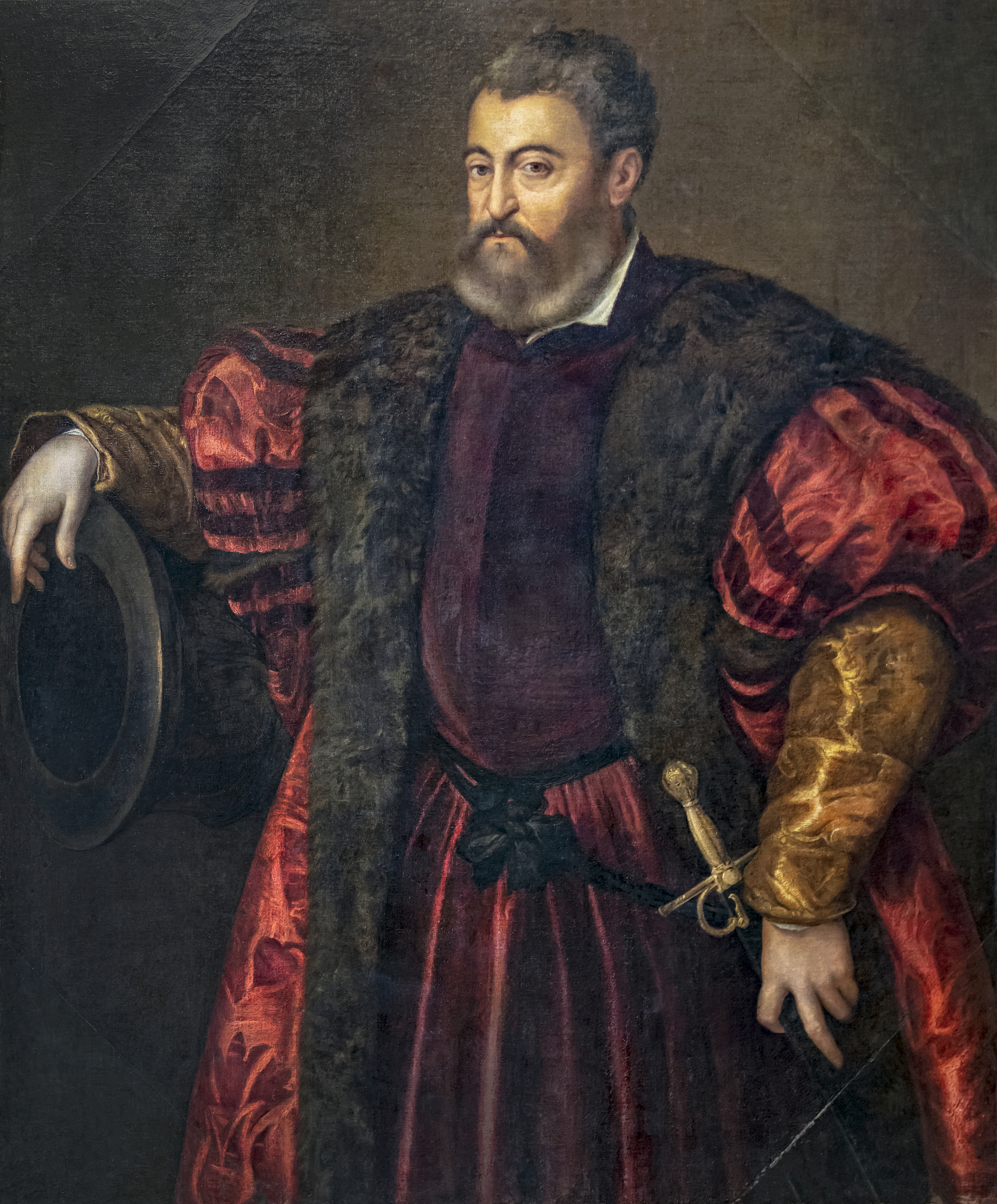
ティツィアーノの『アルフォンソ1世・デステの肖像』。1530年と1534年の間。ベンベルグ財団所蔵。

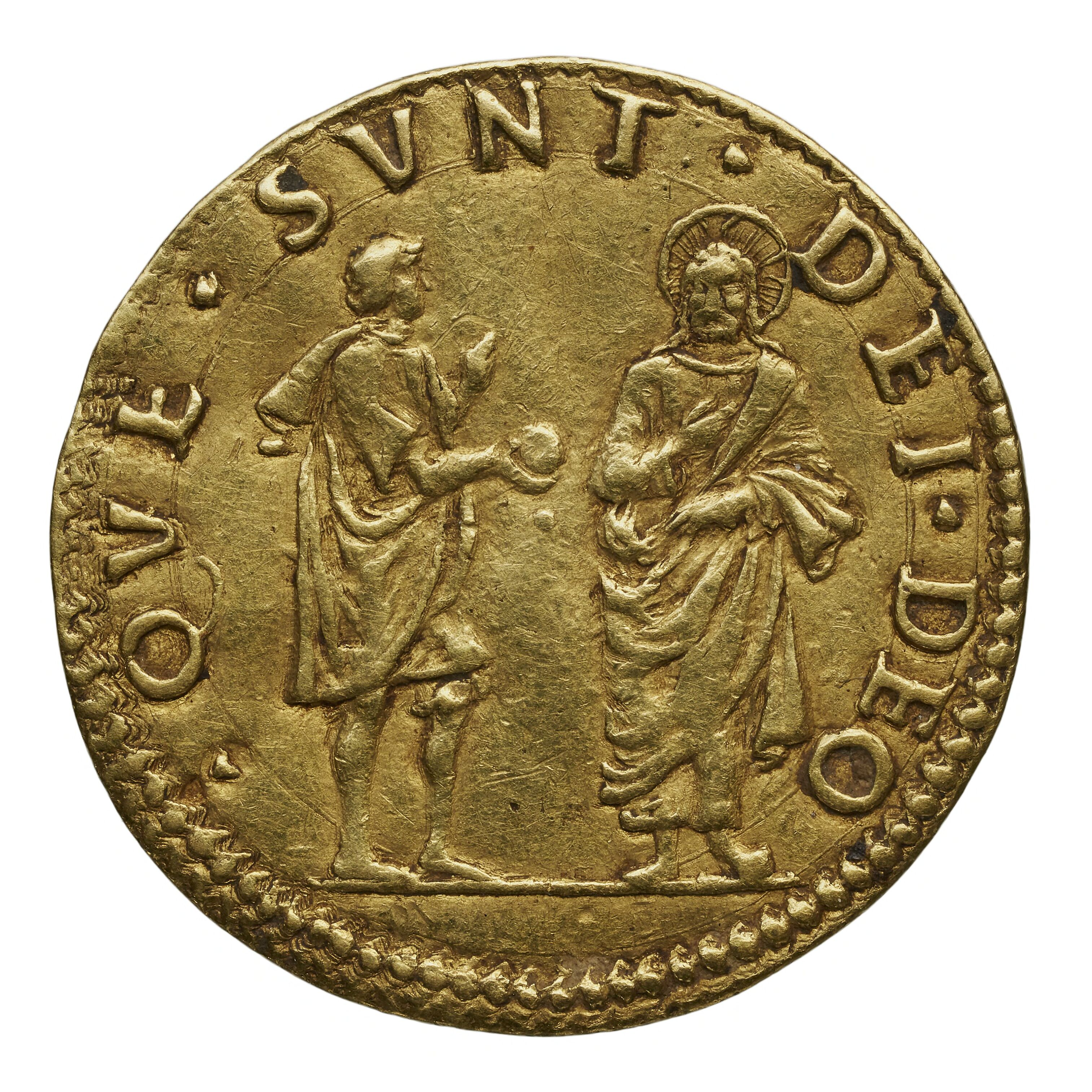
アルフォンソ1世が発行したダブル・ドゥカート金貨に刻まれた「貢の銭」の図像。

この主題は西洋美術では稀であり、一部の権威は本作品が芸術における最初の表現であると述べている。この目新しさは後援者にとって主題が特別な重要性を持っていたことによって説明され、後援者がこの主題を提案したと考えられている。アルフォンソ1世は1505年にフェラーラ公爵位を継承する直前、裏面に同主題を描いた貨幣（ダブル・ドゥカート金貨、またはドッピオーネ金貨）を鋳造した。これは公国の独立を維持するための外交手段について言及するためであった。
ジョルジョ・ヴァザーリによると本作品はアルフォンソ1世の古代および同時代のメダルやコインのコレクションを収めた陳列棚あるいはキャビネットの扉のために制作された。陳列棚には3,500点を超える膨大なコレクションが保管されていたと考えられている。翌年、公爵はティツィアーノの非常に重要な後援者となったが、これは部分的には彼がこの最初の発注に感銘を受けたためである。
別のレベルでは、「貢の銭」のエピソードは当時の政治情勢と関連性があった。アルフォンソ1世の領土の一部は神聖ローマ帝国内にあり、一部は教皇領内にあったため、この主題は彼にとって特別な意味を持った。パリサイ人の質問がキリストに仕掛けた罠は、アルフォンソが数年間陥っていた罠であった。絵画が制作された当時、アルフォンソ1世はカンブレー同盟戦争で教皇庁が立場を変えた際に従わなかった後に、少なくとも理屈の上ではローマ教皇ユリウス2世によって破門され、フェラーラを剥奪されていた。この期間のほとんどの間、アルフォンソ1世は、（最終的にアルフォンソ1世の孫が死去したときのように）積極的に教皇領を拡大し、フェラーラ公国を吸収しようとしていた教皇庁と対立していた。アルフォンソにとって、「貢の銭」のエピソードにおけるキリストの命じた言葉が意味するメッセージは、おそらく教皇庁は領土を拡大するのではなく、教会の問題に注意を集中すべきだというものである。

## 作品

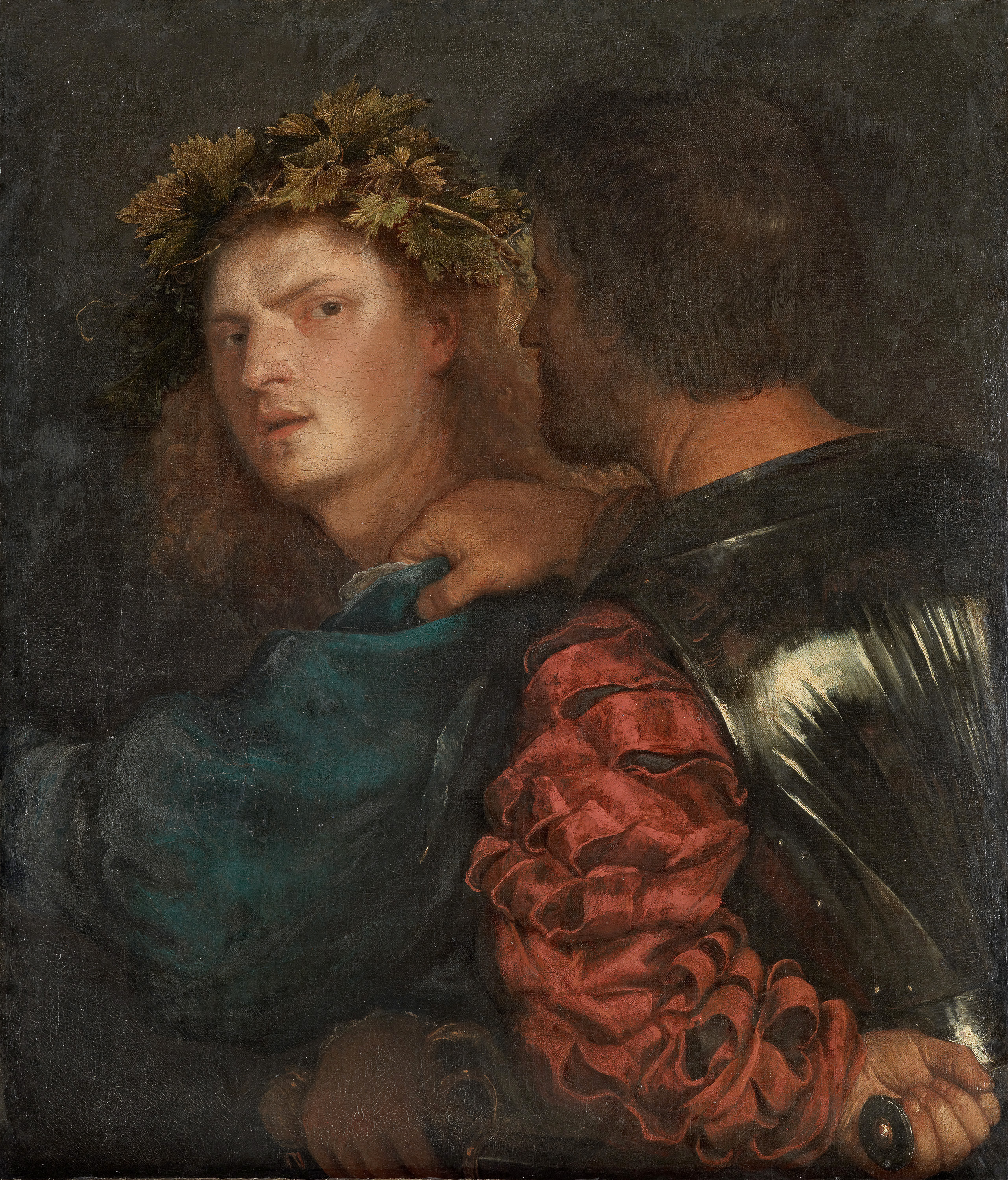
ティツィアーノの『刺客』。1520年ごろ。美術史美術館所蔵。

ティツィアーノはパリサイ人から銀貨を受け取るキリストの姿を描いている。ティツィアーノは画面左に美しいキリストを、画面右に醜いパリサイ人を配置し、キリストの穏やかな視線を悪意を持って接するパリサイ人に向けさせることで、その卓越した賢明さと優れた性質を表現している。パリサイ人のシャツのネックラインに沿って「Ticianus F.[ecit]」と署名されている。
パリサイ人は当時20代後半だったティツィアーノの自画像であると主張されている。同じ主張はティツィアーノが物語シーンで描いたいくつかの人物、特におそらくより説得力のあるものとして、ローマのドーリア・パンフィーリ美術館所蔵の『サロメ』（Salomè）の切断された首および同主題の他のバージョンについても行われている。これは本作品と年代が非常に近いが、描かれた頭部はあまり似ていない。どちらの絵画も肖像画家としてのティツィアーノの技術を活かした物語的主題の例であり、ジョルジョネスク様式の構図を使用した多くの絵画の一部を形成するだけでなく、たがいに顔を近づけている2人か3人の半身像を狭い画面に切り取って描くことにより、相互作用するドラマ性を高めている。同様の作例としては、現在ロイヤル・コレクション所蔵の『恋人たち』（Gli amanti, 1510年ごろ）や、ウィーンの美術史美術館所蔵の『ルクレティアと夫』（Lucrezia e suo marito, 1515年ごろ）、『刺客』（Il Bravo, 1520年ごろ）などがある。

### 制作年代
ティツィアーノの初期の作品としては異例だが、ティツィアーノと2人の助手または使用人が、1516年2月22日から3月末までの約5週間、フェラーラのエステンセ城に滞在したことが分かっているため、確実に制作年代を特定することができる。ティツィアーノは通常、キャンバスに絵画を描いたが、元々扉として使用することが目的であったため、パネルの支持体が必要であった。
本作品はティツィアーノの最も初期の署名入りの絵画であり、おそらく彼がフェラーラの宮廷画家ではないことを示すとともに、ヴェネツィアとその領土外の著名な宮廷で自身の名前を宣伝するために署名したものと考えられる。パリサイ人の男が着ているシャツのネックラインという署名の位置は、おそらく絵画が自画像であることを裏付けており、「コインの横顔の下の碑文のようにモデルを特定する」可能性がある。

### 反響
絵画は「ティツィアーノの最も洗練された初期の作品」と評され、有名になった。ジョルジョ・ヴァザーリはエステンセ城のアルフォンソ・デステの部屋にあった陳列棚の扉を絵画が飾っているのを実際に見ており、キリストの頭部を「驚異的で奇跡的」であると考え、当時の芸術家全員がティツィアーノの最も完璧な絵画であると信じていたと述べた。バロック期のカルロ・リドルフィの伝記は、絵画を見た神聖ローマ皇帝カール5世の使者は、どんな芸術家がアルブレヒト・デューラーとこれほど巧みに競い合うことができるのかと驚きを表したと書いている。

## 来歴

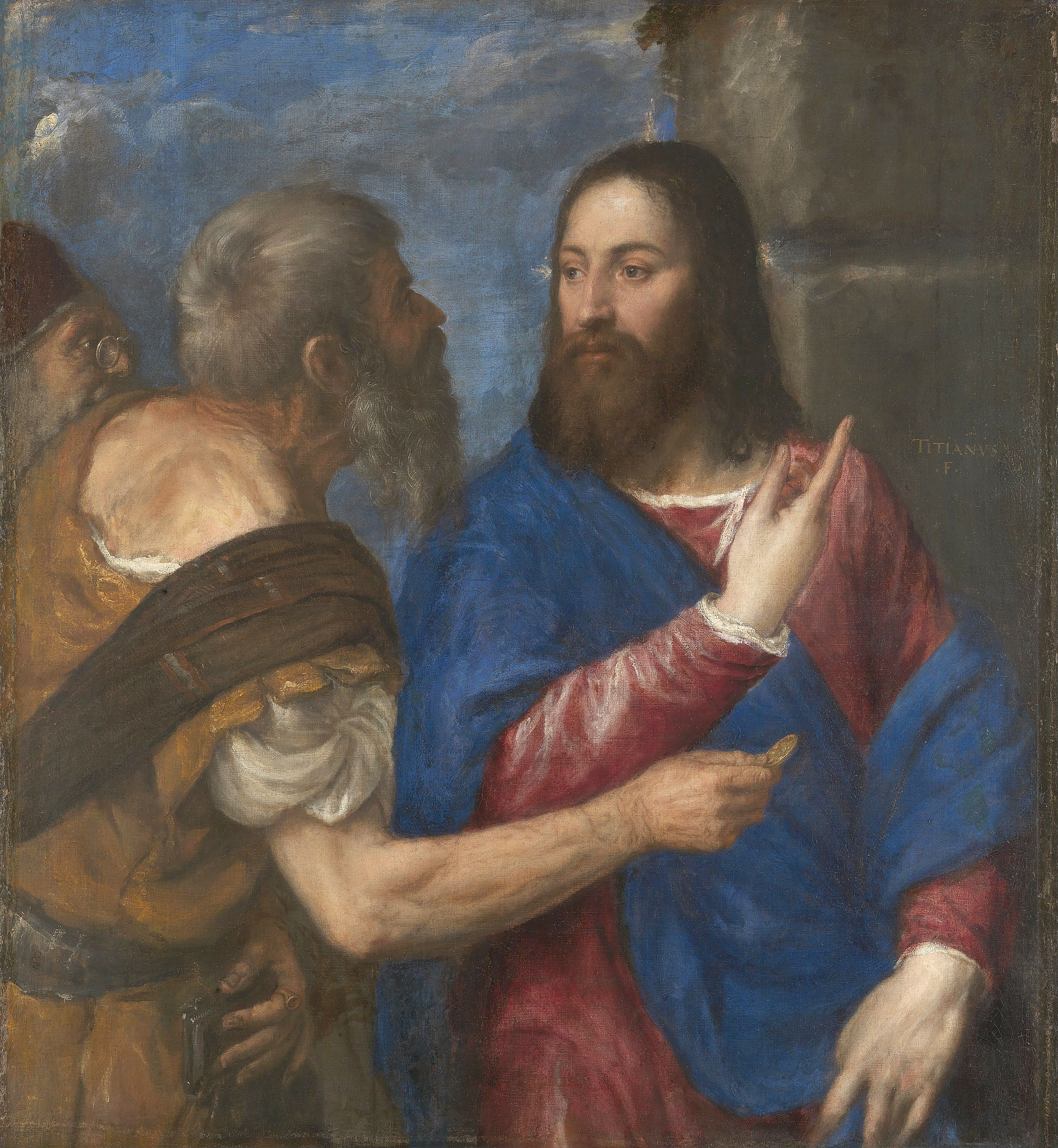
ティツィアーノの同主題の後期作品。1543年から1568年ごろ。ロンドン・ナショナル・ギャラリー所蔵。

デステ家で相続されていた絵画は、1598年に最後のフェラーラ公チェーザレ・デステによってモデナに運ばれ、そこで額装され一般展示された。この作品は1746年、フランチェスコ3世・デステによってザクセン選帝侯アウグスト3世に売却された100点の傑作の1つに加えられた。それ以来、絵画はドレスデンに留まっていたが、第二次世界大戦末期の1945年にソ連軍に押収され、多くの作品とともにモスクワのプーシキン美術館に持ち込まれた。絵画は湿気のためにひどく損傷したが、ロシアの画家パーヴェル・ドミトリエヴィチ・コリンによって注意深く修復されたのち、1955年に他の多くの作品とともにドレスデンに返還された。

## 別バージョン
ずっと後になって、ティツィアーノはおそらく複製の需要を満たすために、現在ロンドン・ナショナル・ギャラリーに所蔵されている同主題のより大きな作品を制作した。このバージョンはおそらく1543年ごろに制作され始めたが、1560年代まで完成せず、1568年にスペイン国王フェリペ2世に発送された。X線撮影の結果、その中にあった金貨にはもともと「フェラーラ」と刻まれていたことが判明した。

## 影響
絵画はヴィクトリア朝時代を代表する女性作家ジョージ・エリオットの小説『ダニエル・デロンダ』（Daniel Deronda, 1876年）の第40章において、若くて元気なダニエル・デロンダが病気に苦しむ早老のユダヤ人学者エズラ・モルデカイ・コーエンと出会う場面で言及されている。「あの2人の顔をずっと残していけたらいいのに」とエリオットは書いている、「ティツィアーノの『貢の銭』が別の種類の対比を描写した2つのタイプを永続させて来たように」。

## ギャラリー
関連作品

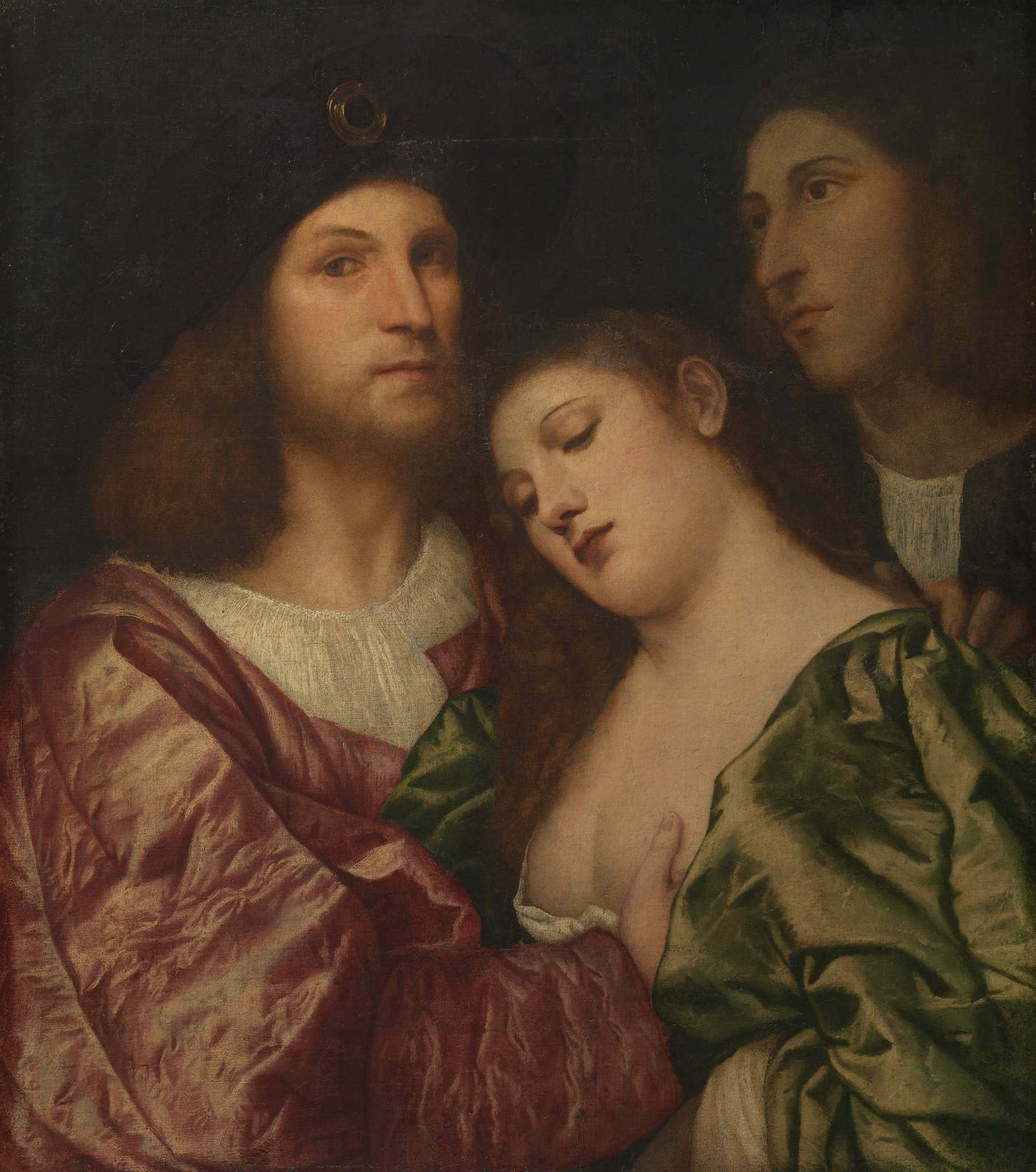
『恋人たち』1510年ごろ ロイヤル・コレクション所蔵
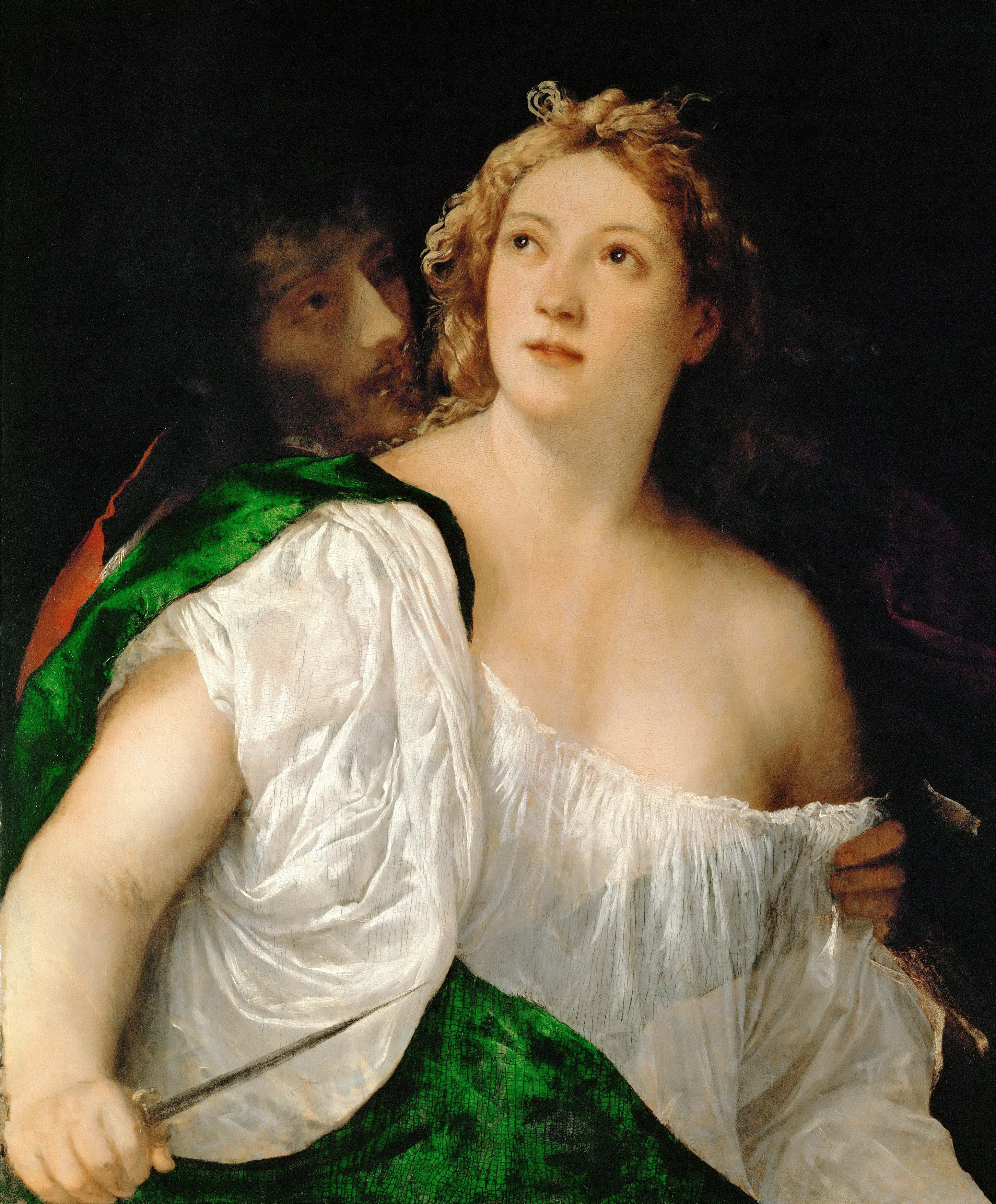
『ルクレティアと夫』1515年ごろ 美術史美術館所蔵